# Maxtor
Maxtor Corporation — американська компанія, виробник твердих дисків. У грудні 2005 року, незадовго до поглинання, компанія Maxtor була третім у світі за величиною виробником твердих дисків.

## Історія
Заснована в 1982 році.
В 1990 році поглинула компанію MiniScribe, виробника твердих дисків.
В 2000 році придбала підрозділ з виробництва жорстких дисків компанії Quantum.
У 2006 році була сама придбана компанією Seagate Technology. 
Деякий час після придбання компанії торгова марка «Maxtor» зберігалась, під цією маркою були випущені деякі серії запам'ятовувальних пристроїв.
Останні продуктові лінії, вироблені компанією Seagate під маркою «Maxtor»:
- Maxtor OneTouch 4
- Maxtor OneTouch 4 Plus
- Maxtor OneTouch 4 Mini
- Maxtor OneTouch 3 Turbo Edition
- Maxtor OneTouch 3 FW 800/FW 400/USB 2.0
- Maxtor OneTouch 3 FW 400/USB 2.0
- Maxtor OneTouch 3 USB 2.0
- Maxtor OneTouch 3 Mini Edition
- Maxtor Basics Personal Storage 3200
- Maxtor Shared Storage 2 1 TB
- Maxtor Shared Storage 2 320/500GB
- Maxtor Fusion Personal Web Server
- Maxtor Basics ATA/100 Hard Drive kit
- Maxtor Basics SATA 2/300 Hard Drive kit

В 2007 році деяка кількість твердих дисків під маркою «Maxtor», інфікованих вірусом, була виявлена в торговій мережі. Вірус потрапив на диски на виробництві в китайського субпідрядника.

Наразі продукти під брендом «Maxtor» більше не випускаються, таким чином, виробника твердих дисків Maxtor більше не існує.